# تركيب (فني)

أربعة صور من نفس الموضوع مع الخلفيات الأصلية التي تمت إزالتها ووضعت على خلفية جديدة

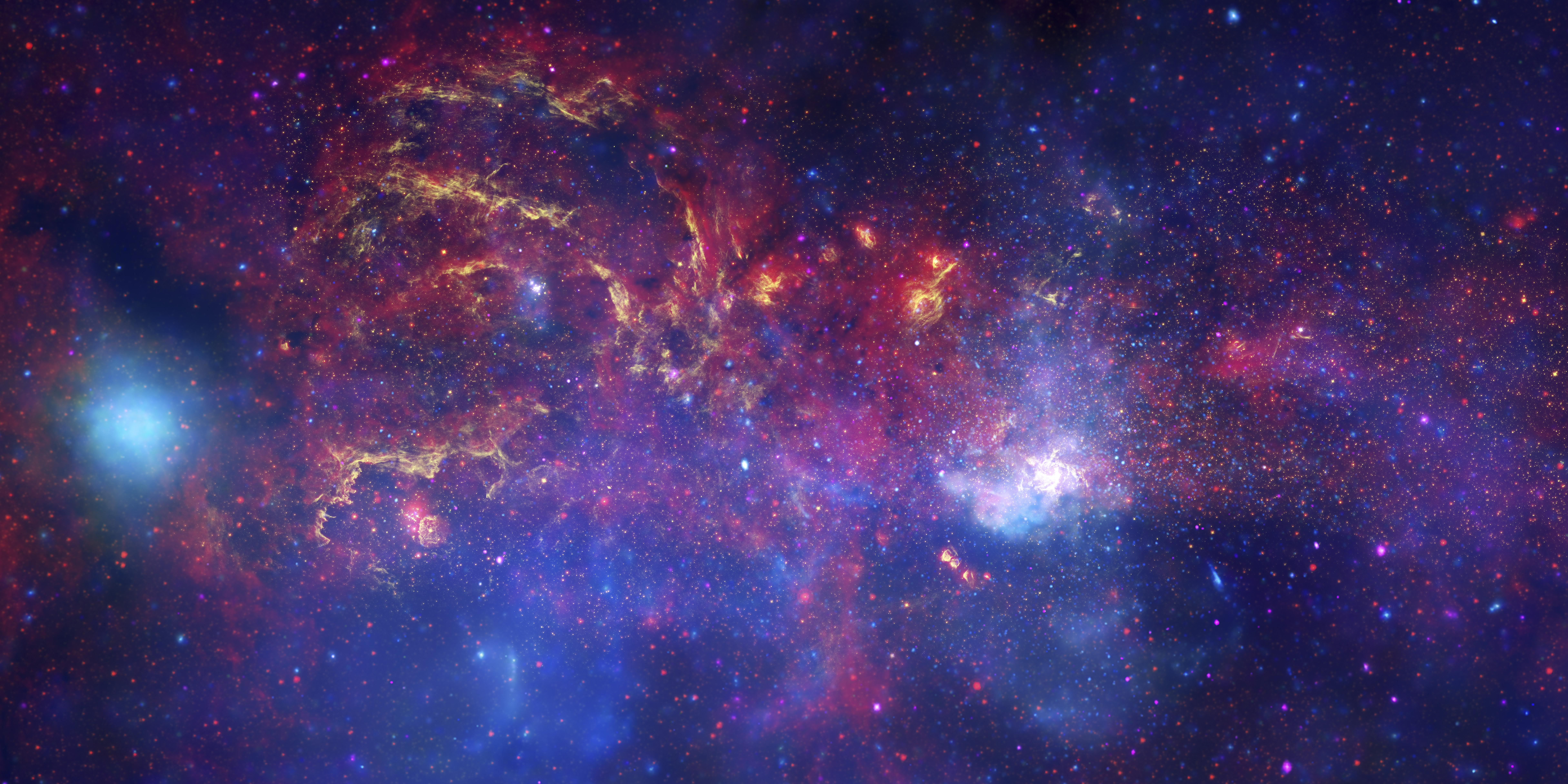
في مركز المجرة من درب التبانة ينظر في الصورة المركبة مع البيانات من تلسكوب هابل الفضائي ، وتلسكوب الفضاء سبيتزر، ومرصد شاندرا الفضائي للأشعة السينية

الحديث هنا عن التأثيرات المرئية. وهي عملية الجمع بين عدة مؤثرات حرة، انظر لـ (التكوين باستخدام الحركة الحرة). بالنسبة لتقنية التركيب عبر الطباعة باليد، اطلع على إعدادات الطباعة (للتصميم الجرافيكي للصور والتصوير الفوتوغرافي، يمكن الاستعانة بتركيب الصورة (المونتاج).
التركيب هو الجمع بين عدد من العناصر البصرية من مصادر مختلفة في صور موحدة، وغالبا لإيهام المشاهد بأن كل تلك العناصر هي جزء من نفس المشهد. مشاهد إطلاق النار الحية تؤدى بتقنية تسمى مفتاح التصفية أو الشاشة الزرقاء أو الخضراء وغيرها من المسميات اليوم، معظم، التركيبات وليس جميعها بالطبع يتحقق من خلال التلاعب بالصور الرقمية؛ معالجة الصور الرقمية. تقنيات التركيب بدأت قبل العصر الرقمي، وهي تعود إلى أفلام الخدع لجورج ميليس وذلك في أواخر القرن 19، وبعضها لا يزال قيد الاستخدام.

## الإجراء الأساسي
جميع التركيبات تعتمد على استبدال أجزاء مختارة من الصورة بمواد أخرى، وعادة، ولكن ليس دائما، تكون تلك الأجزاء البديلة من صورة أخرى. وفي الطريقة الرقمية للتركيب، الأوامر البرمجية تقوم بتعيين جزء من الصورة محدد بدقة عالية وتعمل على استبداله ثم يتم استبدال كل بكسل ضمن نطاق اللون المعين من قبل البرنامج مع بكسل من صورة أخرى، وهي تتماشى معها بشكل جيد بحيث تظهر كجزء أساسي من الصورة الأصلية وهي ليست كذلك على سبيل المثال، يتم تسجيل الشخص الذي يقدم النشرة الجوية على شاشة التلفاز في حين أن الأمر مختلف باستخدام البرمجيات حيث تستبدل الشاشات بخريطة الطقس فقط.

## التطبيقات النموذجية
في الاستيديوهات التلفزيونية، توضع شاشات ذات لون أزرق أو أخضر خلف مذيعي الأخبار لإتاحة المجال لتركيب عناصر الخبر من خلفهم، يحدث ذلك عادة قبل عرض الخبر على الشاشة كاملة. وفي حالات أخرى، قد يكون المذيع نفسه جزءًا في إطار خلفيات مركّبة والتي تم استبدالها بـ«مجموعة افتراضية» مصمّمة بواسطة برمجيات الرسوم الحاسوبيّة.
وفي المنشآت المتطورة، بإمكان الآلات، والكاميرات، أو كليهما معاً أن تتنقّل بحرية تامّة في الوقت الذي تتغير فيه أدوات الحاسوب التمثيليّة (CGI) أو صور منشأة بالحاسوب لحظيًا لتحافظ على العلاقة الصحيحة بين زوايا الكاميرا، والآلات، والخلفيات «الافتراضية».
تستخدم المجموعة الافتراضية أيضًا في معالجة الصور المتحركة وصناعة الأفلام والإنتاج إعلامي، والتي يصوَّر بعضها في محيط مغطّى كليًا باللونين الأزرق والأخضر، كما ظهر ذلك في فيلم كابتن السماء وعالم الغد..
وبشكلٍ عام، تُجمع خلفيات مركبة مع المجموعات الافتراضية –سواء كانت بأحجام حقيقة أو نماذج – من السيارات، والأثاث، والأشياء المادية الأخرى التي تعزز «الواقعية» في الصورة المركبة. يمكن رقميًا إنشاء أحجام غير محدودة من «المجموعات» وذلك لأن البرمجيات تستطيع إزالة التشويش أو الحدود باللونين الأزرق والأخضر وتوسيعها حتى تملأ الإطار الخارجي للحدود. وبهذه الطريقة، يمكن للمحتويات المسجّلة في مناطق ذات احترافية محدودة، أن تظهر بصورة أكثر احترافية. وربما أن الأهم من ذلك كله، هو إضافة الملحقات: الإضافات الرقمية للعناصر الحقيقية في المحيط. فعلى سبيل المثال، في فيلم (مجالد (فيلم))، ساحة القتال ومقاعد المقدمة في الساحة الرومانية كولوسيوم كانت مبنية على أرض الواقع، بينما صالات العرض العلويّة (المقاعد والجمهور) كانت مكمّلة ومضافة حاسوبيًا، ومتراكبة مع الصورة فوق المقاعد الحقيقية. بالنسبة للصور المتحركة المسجّلة خصّيصًا للفيلم، فإن عملية تحويل الفيديوهات ذات الجودة العالية تسمى بعملية: «التعديلات الرقمية»، والتي يتم إنشاؤها لغرض عمل تحسينات وتعديلات مابعد الإنتاج الحاسوبي مرحلة ما بعد الإنتاج. التحسين الرقمي هو شكل من أشكال التزويد، وهي طريقة من أربع طرق لأساسيات التحسين. أما الطرق الأخرى فهي: التحسين المادّي، التعريض المتعدد، وإسقاط الخلفية.

## التركيب المادي
في التركيب المادي، الأجزاء المتفرقة من الصورة توضع معا في إطار فوتوغرافي وتسجل كواجهة واحدة. تُصف هذه المكونات سوياً وبذلك تعطي المظهر الكامل لصورة واحدة. العنصر الأكثر شيوعاً في التركيب المادي هو النموذج الجزئي واللوحات زجاجية.
وعادةً ما تُستخدم النماذج الافتراضية (كـديكور الملحقات) مثل: الأسقف، أو الطوابق العليا من المباني. ويُبنى النموذج ليتماشى مع الديكور الفعلي ولكن بنطاق أصغر، ثم يُعلّق أمام الكاميرا (آلة التصوير) مصطفًّـا بحيث يظهر وكأنه جزءٌ من الديكور. غالبًا ما يكون حجم النماذج كبيراً إلى حدٍ ما؛ حتى يتسنى ترك مسافة كافية بينها وبين الكاميرا، وبذلك يتم تركيز الرؤية / النظرة العامة لكل من النماذج والديكور أو موقع التصوير عموماً.
.
ولأخذ اللقطات الزجاجية، يتم وضع كمية كبيرة من الزجاج حتى تملأ إطار الكاميرا (عدسة التصوير) ولكن على بعدٍ كافٍ، بحيث تكون مرئية بشكل واضح من خلال الخلفية. ويتم رسم المشهد بأكمله على الزجاج، باستثناء منطقة الكشف في الخلفية – التي تجري فيها الأحداث - حيث تترك خالية.
التصوير عبر الزجاج / اللقطات الزجاجية، تتكون من مشاهد حية وخلفيات مرسومة، وأبرز مثال تقليدي مقارب لهذه التقنية في التصوير، أحد المشاهد المصورة لمزرعة آشلي وايلك في (ذهب مع الريح (فيلم)): فالمزرعة والحقول جميعاً تم رسمها، بينما الطرق والعناصر المتحركة عليها، تم تصويرها من خلال المساحة الزجاجية الخالية.
تكون معظم المساحة واضحة، ما عدا العناصر الفردية (قصاصات الورق، أو اللوحات) المثبتة على الزجاج، على سبيل المثال: يمكن إضافة صورة كوخ على واد خاوٍ مثلما في منزل رانش، وذلك عن طريق تعيين الزاوية الملائمة ووضع صورة الكوخ بين الوادي والكاميرا.

## التعريض المتعدد

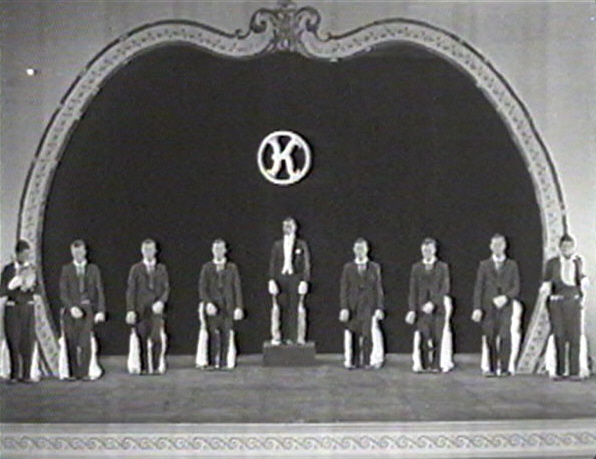
البلاى هاوس يتم تركيبه باستخدام التعريض المتعدد لإظهار تسع نسخ من باستر كيتون على الشاشة في وقت واحد.

يتم عمل التعرض المتعدد في داخل الكاميرا عن طريق تسجيل جزء واحد من كل إطار للفيلم، وإعادة لف الفيلم إلى نفس نقطة البداية تماماً، وكشف الجزء الثاني، وتُكرر العملية حسب الاحتياج. النتاج الخام هو مُركب من جميع التعرضات الفردية. (وفي مقابل ذلك فإن «الكشف المزدوج» يقوم بتسجيل صور متعددة على كامل نطاق الإطار، بحيث تكون جميعها معروضة بشكل جزئي من خلال بعضها البعض). أصبح كشف جزء واحد في كل مرة ممكناً عن طريق إحاطة عدسة آلة التصوير عدسة فوتوغرافية (أو كامل آلة التصوير) بصندوق عزل ضوئي، كل واحدة تكون مقابلة لأخرى في المناطق الحركية، افتتاحية واحدة فقط تظهر في كل عملية كشف، لتسجيل الحدث المتمركز أمامه فقط.
تعتبر تقنية التعرض المتعدد أمرا صعب، لأنها تقنية مرتبطة بالآخرين في كل تسجيل، لذلك لابد أن يكون هذا الارتباط، ارتباطا مركب تركيبا نوعيا، فهو يتكون من عنصرين أو ثلاثة، ومع ذلك ففي بداية عام 1900 استخدم جورج ميليس جورج ميلييس سبع ملفات متعرضة في فيلم (لاهوم أوركستر) وفيلم (فرقة الرجل الواحد); وفي عام 1921 استعمل بستر كيتون ارتباطات متعددة من أجل أن يظهر كتسعة ممثلين مختلفين في وقت واحد على المسرح، وتزامن ذلك بطريقة رائعة في العروض التسعة لباستر كيتون.

## عرض الخلفية
عرض الخلفية تسقط صورة الخلفية خلف موضوعات الشاشة في المقدمة في حين أن الكاميرا تصنع مركب من خلال تصوير كليهما فورا. عناصر المقدمة تلغي أجزاء من صورة الخلفية التي تقف ورائها في بعض الاحيان الخلفية تصور من الجهة المنعكسة على الشاشة ولكن ليس موضوعات المقدمة لأن الشاشة مصنوعة من مواد عاكسة استثنائية عالية الاتجاه (افتتاح عصور ما قبل التاريخ من عام 2001: أوديسا الفضاء 2001: أوديسة الفضاء (فيلم) يستخدم الإسقاط الأمامي.) ومع ذلك، فقد كان الإسقاط الخلفي تقنية أكثر شيوعا بكثير.
في العرض الخلفي، الصور الخلفية (تسمى «شرائح»، سواء كانت صور ثابتة أو متحركة) تصور أولاً. على سبيل المثال، قد تقود سيارة بكاميرا خلال الشوارع والطرقات أثناء تصوير المشهد المتغير خلفها. في الاستوديو، تحمل «الشريحة الخلفية» الناتجة في بروجكتور ويكون الفيلم مقلوبا (معكوسا)، لأنه سوف يعرض على ظهر شاشة شفافة. سيارة تحمل الممثلين تصف قبالة الشاشة حتى يظهر المشهد خلال خلفيتها أو نوافذها الجانبية. تسجل كاميرا أمام السيارة أحداث المقدمة والمشهد المعروض كليهما، في حين يتظاهر الممثلون بالقيادة.
العرضُ الخلفيُّ للفيلم صعبٌ تقنًيا كالعرض المتعدد فمحركات الكاميرا وجهاز العرض يجب مزامنتها، لتجنب الإارتجاج. ويجب صفّهما بشكلٍ تامٍ أمام وخلف الشاشة كما يجب إضاءة المقدمة لمنع نفاذ الضوء إلى الشاشة خلفها. ولمشاهد القيادة الليلية فإن أضواء المقدمة عادةً تتنوع مع تحرك السيارة للأمام ويجب أن يكون جهاز العرض مصدًرا قويًا جدًا للضوء ضوء؛ لتكون الخلفية المعروضة مشعةً بقدر أضواء المقدمة، ويقدمُ التصويُر الملون صعوباتٍ إضافيةً لكنه قد يكون مقنعًا جدًا كما في مشهد طائرة المحاصيل في السلسلة المشهورة لألفريد هيتشكوك ألفريد هتشكوك الشمال الغربي (فيلم). حيث تمّ استبدال العرض الخلفي بالإنتاج الرقمي بسبب تعقيدها، وذلك بوضع السيارة أمام شاشةٍ زرقاء أو خضراء.

## المزج دمج الفيلم السينمائي
دمج الفيلم السينمائي التقليدي هو عبارة عن تركيب عنصري فيلم مختلفين بطباعة كل واحد على حدة على شريط فيلم تعريض مزدوج «مكرر». وبعدما يُطبع أحد العناصر على النسخة المطابقة يُعاد لفُّ الفيلم مرة أخرى ويُضاف العنصر الآخر. وبما أنه لا يمكن عرض الفيلم مرتين بدون عرض مضاعف؛ فلابد من حجب المنطقة الثانية الفارغة أثناء طباعة المنطقة الأولى، ثم تُحجب المنطقة الأولى المعروضة - حديثاً- أثناء طباعة المنطقة الثانية؛ فكل عملية حجب تُؤدَّى بواسطة «تجول الخليط المعدني» وهي عبارة عن تغيير مزدوج بشكل خاص لتصوير سينمائي تربع على قمة نسخة مخزنة من الفيلم.
مثل خليفته الرقمي، يستخدم التصوير التقليدي حامل جميع الالوان بشكل موحد - وكان ذلك عادة (وليس دائما) باللونين الأزرق والأخضر خاصة (الشكل 1). لأن فلتر المطابقة على عدسات الكاميرا الخارجية هو لون للدعم فقط، كانت تسجيلات المنطقة الخلفية باللون الأسود، التي ستتطور في الكاميرا السلبية بشكل واضح (الشكل 2).
أولًا نسخة من الصورة السالبة الأصلية مصنوعة في فيلم عالي التباين يحفظ الصورة الخلفية معتمة والصورة الأمامية صافية (fig.3). أما النسخة عالية التباين الثانية فهي مصنوعة من الأولى بإرجاع الصورة الخلفية صافية والصورة الأمامية معتمة (fig.4).
ثم يُشغل فيلم مكون من ثلاث طبقات عبر الطابعة البصرية. في الأسفل نسخة الفيلم غير المبينة وفوقها الصورة المدمجة الأولى ذات الصورة الخلفية المعتمة. وفي الأعلى الصورة السالبة للصورة الأمامية. في هذه المرحلة تُنسخ الصورة الأمامية بينما يحمي الدمج الصورة الخلفية من التعريض.(fig.5)
بعد ذلك تعاد العملية مرة أخرى ولكن هذه المرة تحتجب نسخة الفيلم بواسطة التعتيم العكسي مما يمنع الضوء من المنطقة الأمامية التي تعرضت له مسبقاً (شكل 6).
الطبقة العليا تحتوي على مشهد خلفي (شكل 7) والتي تبدو مكشوفة فقط في المناطق المحمية أثناء التمرير السابق والنتيجة هي صورة حقيقية للخلفية والمقدمة مركبة معاً (شكل 8) نسخة من هذه الصورة المركبة تنتج ما يسمى «خداع العكسية (السلبية)» (شكل 9) والتي سوف تستبدل لقطة المقدمة الأصلية في الصور العكسية المحررة للفيلم.

## مميزات الدمج الرقمي
لقد حل الدمج الرقمي محل النهج التقليدي لسببين. في النظام القديم الخمس شرائط المنفصلة للفيلم (أصول المقدمة والخلفية، ودمج الحقيقية والعكسية، ونسخة الأصل) يمكن أن تنتقل بعض الشيء خارج التسجيل ويتسبب ذلك في وجود الهالات وبعض الآثار اليدوية في النتيجة. الدمج الرقمي ممتاز إذا تم ضبطه بشكل صحيح حيث يصل إلى مستوى واحد بيكسل، وأيضاً النسخة الأخيرة العكسية كانت نسخة «الجيل الثالث» والفيلم يفقد جودته في كل مرة يتم نسخه فيها ولكن الصور الرقمية يمكن نسخها بدون أن تفقد جودتها.
وهذا يعني بأنه يمكن عمل المركبات الرقمية متعددة الطبقات بسهولة. على سبيل المثال نماذج محطة الفضاء الدولية، سفينة فضاء وسفينة فضاء أخرى يمكن أن يتم تصويرهما منفصلتين في مقابل الشاشة الزرقاء كلاهما «تتحركان» بشكل مختلف. (في تصويرٍ كهذا، الكاميرا هي التي تتحرك وليس النموذج) وهذه اللقطات المنفردة يمكن أن يتم تركيبها معاً، بعد ذلك وأخيراً يتم وضع خلفية نجوم. باستخدام الدمج ما قبل الرقمي فإن عدة تمريرات إضافية من خلال الطابعة الضوئية تؤدي إلى تقليل جودة الفيلم وزيادة احتمالية الآثار اليدوية، ومرور العناصر من أمام أو خلف أحدهما الآخر قد يؤدي إلى مشاكل إضافية.

## مزيد من القراءة
- T. Porter and T. Duff, "Compositing Digital Images", Proceedings of SIGGRAPH '84, 18 (1984).
- Ron Brinkmann, The Art and Science of Digital Compositing (ISBN 0-12-133960-2)
- Steve Wright, Digital Compositing for Film and Video, Second Edition (ISBN 0-240-80760-X)
- American Cinematographer Manual, 2nd ed., Mascelli, Joseph V., A.S.C. and Miller, Arthur, A.S.C, eds. Los Angeles, 1966, p. 500 ff.

## وصلات خارجية
- stale link - 404 error"